# Sadská
Sadská är en stad i Tjeckien.   Den ligger i distriktet Okres Nymburk och regionen Mellersta Böhmen, i den centrala delen av landet, 40 km öster om huvudstaden Prag. Sadská ligger 188 meter över havet och antalet invånare är 3 095.
Terrängen runt Sadská är platt. Runt Sadská är det ganska tätbefolkat, med 124 invånare per kvadratkilometer. Närmaste större samhälle är Nymburk, 6,8 km nordost om Sadská. Trakten runt Sadská består till största delen av jordbruksmark.